# Ossenfeest
Een ossenfeest is een georganiseerd feest voor een man of vrouw die de leeftijd van dertig heeft bereikt, maar nog altijd door het leven gaat als een vrijgezel. Deze traditie komt voornamelijk voor in delen van Vlaanderen en in de Nederlandse provincies Limburg en Noord-Brabant. Dit feest heeft overeenkomsten met een vrijgezellenfeest, maar heeft duidelijk een andere betekenis.

## Naam
De naam van het feest verwijst naar de os, een gecastreerde stier. Ossen worden, in tegenstelling tot stieren, niet meer gehouden voor hun sperma, en zijn niet meer in staat de koeien te bevruchten en nageslacht te verwekken. De os wordt dan ook vaak als afgeschreven beschouwd en wordt om die reden als symbool gezien voor een eeuwige vrijgezel, zoals de gene die het feest moet ondergaan wordt bestempeld.

## Tradities
Zodra iemand dertig wordt en nog steeds vrijgezel is, bestaat de mogelijkheid dat zijn vriendenkring het ossenfeest gaat aankondigen. Traditiegetrouw wordt het huis van de os, de vrijgezel in kwestie, voorzien van de nodige versieringen en wordt de voortuin van een namaak-os voorzien. Tegenwoordig kan het ook kenbaar gemaakt worden door middel van het internet of andere geïmproviseerde manieren.
Om niet als os te worden bestempeld, dient iemand minimaal zes maanden voor zijn dertigste verjaardag een relatie te hebben. Dit om te voorkomen dat mensen net voor hun dertigste een korte relatie nemen om zo de dans te kunnen ontspringen. De organisatoren mogen, net als bij een vrijgezellenfeest, bepalen wat het tenue zal zijn voor het feest. De organisatoren die tevens verantwoordelijk zijn voor het het verspreiden en zo hun vriend de ossenstempel hebben bezorgd, beloven eeuwige vriendschap aan de desbetreffende os. Tevens geeft de os een (vol) vat bier aan zijn vrienden als symbolische geste voor de vriendschap.

## Links
- Driessen, Ann Het Ossenboek. Een brochure over ossenfeesten, een Limburgse volksgebruik.
- Meertens Instituut Woord: ossenboek Hae is in ’t ossebook gekómme.
- Vlaamswoordenboek.be Ossebeik, lage weide (beik) waar ossen in stonden “t’is één voe in den ossebeik te stoan”